# Miss Me?
Miss Me? (estilizado como miss me?) es el segundo y último EP del grupo de chicas surcoreano I.O.I, creado por el programa de supervivencia Produce 101 de Mnet, compuesto por siete aprendices de diferentes compañías de entretenimiento. El disco contiene cinco canciones, incluyendo el sencillo principal, «Very Very Very» producido por Park Jin Young.
El EP fue un éxito comercial y se posicionó en el segundo puesto de Gaon Album Chart. El álbum vendió 93 593 copias físicas en 2016.

## Antecedentes y lanzamiento
Después de las promociones de I.O.I como una unidad, YMC Entertainmennt, anunció que el grupo haría su regreso en octubre. También se reveló que el nuevo álbum sería el último lanzamiento antes de la disolución del grupo.
En septiembre de 2016, fue anunciado que en octubre, el grupo lanzaría un EP, con el sencillo principal compuesto por Park Jin Young, fundador de la agencia de Somi, JYP Entertainment y un b-side producido por Rhymer de Brand New Music y Jinyoung de B1A4, quien produjo la canción «When the Cherry Bolssoms Fade» de I.O.I. El photoshoot del álbum tuvo lugar en un estudio en Seúl el 27 de septiembre Al siguiente día, fue confirmado que el 17 de octubre sería publicado el EP a la medianoche. I.O.I filmó el vídeo musical de «Very Very Very» en la Provincia de Gyeonggi el 3 y 4 de octubre.
El grupo hizo un programa especial de su regreso titulado I Miss You Very Very Very Much Show, que fue transmitido por Mnet el 16 de octubre a las 23:30 (KST) seguido por la publicación de Miss Me? y el vídeo musical del sencillo a la media noche.

## Promoción
I.O.I hizo un escaparate para Miss Me? el 17 de octubre de 2016 en Yes24 Live Hall localizado en Seúl. El grupo hizo su regreso en el programa musical The Show: Busan One Asia Festival en el siguiente día, interpretando «Hold On» y «Very Very Very». Seguido por sus regresos al escenario en Show Champion, M! Countdown y Music Bank.
El grupo recibió su primer premio en un programa musical con «Very Very Very» en el episodio del 26 de octubre de Show Champion.

## Rendimiento comercial
Miss Me? entró y se posicionó en la segunda posición de Gaon Album Chart desde el 16 al 22 de octubre de 2016 para las ventas físicas del EP. En su segunda semana,  el álbum bajó de posición al cuarto lugar, quedándose en el Top 10 de la lista. También se posicionó en el séptimo lugar con 75,047 copias físicas vendidas. El mes siguiente, el EP se posicionó en el número diecinueve con 15,551 copias físicas para un total de 90,598 copias físicas vendidas desde su lanzamiento.
El disco se posicionó en el número veintiocho de Gaon Album Chart al final del año con 93,593 copias físicas vendidas .
Todas las canciones del EP también estuvieron dentro de Gaon Digital Chart: «Very Very Very» estuvo en la primera posición, «Hold On» en la décima posición, «More More» en el puesto sesenta y uno, «Ping Pong» en el puesto setenta y siete y «M-Maybe» en el puesto ochenta y seis.

## Lista de canciones
| Miss Me? |                  |                                     |                            |                                                       |          |  |
| N.º      | Título           | Letras                              | Música                     | Arreglo                                               | Duración |  |
| 1.       | «Very Very Very» | J. Y. Park «The Asiansoul»          | J. Y. Park «The Asiansoul» | J. Y. Park «The Asiansoul», Kim Seung Soom, Armadillo | 3:23     |  |
| 2.       | «Hold On»        | Jinyoung                            | Jinyoung                   | Jinyoung, Kang Myung Shin                             | 3:04     |  |
| 3.       | «More More»      | Rhymer, Lim Na Young, Choi Yoo Jung | Assbrass, Kiggen           | Assbrass                                              | 3:44     |  |
| 4.       | «Ping Pong»      | ESBEE, 9999, Last.P                 | 9999, ESBEE                | 9999, ESBEE                                           | 3:29     |  |
| 5.       | «M-Maybe»        | Jung Chang Wook, BOYTOY             | Jung Chang Wook, BOYTOY    | Jung Chang Wook, BOYTOY                               | 3:12     |  |

## Premios y nominaciones

### Victorias en programas musicales
| Canción          | Programa                  | Fecha                 |
| ---------------- | ------------------------- | --------------------- |
| «Very Very Very» | Show Champion (MBC Music) | 26 de octubre de 2016 |
| «Very Very Very» | M! Countdown (Mnet)       | 27 de octubre de 2016 |
| «Very Very Very» | Inkigayo (SBS)            | 30 de octubre de 2016 |

## Posiciones en listas

### Lista semanal
| Lista (2016)                     | Mejor posición |
| -------------------------------- | -------------- |
| Corea del Sur (Gaon Album Chart) | 2              |

### Lista mensual
| Lista (2016)                     | Mejor posición |
| -------------------------------- | -------------- |
| Corea del Sur (Gaon Album Chart) | 7              |

### Lista de fin de año
| Lista (2016)                     | Mejor posición |
| -------------------------------- | -------------- |
| Corea del Sur (Gaon Album Chart) | 28             |

## Historial de lanzamiento
| Región                        | Fecha                 | Formato          | Distribuidor                         |
| ----------------------------- | --------------------- | ---------------- | ------------------------------------ |
| Corea del Sur y todo el mundo | 17 de octubre de 2016 | Descarga digital | YMC Entertainmnt, LOEN Entertainment |
| Corea del Sur                 | 17 de octubre de 2016 | CD               | YMC Entertainmnt, LOEN Entertainment |